# Wolfgang Völz
Wolfgang Otto Völz (Danzig-Langfuhr, 16 augustus 1930 - Berlijn, 2 mei 2018) was een Duitse toneel-, televisie- en filmacteur die dankzij zijn kenmerkende en veelzijdige stem ook zeer succesvol was als stemacteur en hoorspelspreker.
Völz debuteerde in 1950 als theateracteur. In de jaren daarna acteerde hij in theaters, was hij te zien in film en televisie en was hij enige tijd lid van de Berlijnse Stachelschweine. Zijn doorbraak en een van de grootste successen vierde Völz in 1966 in de televisieserie Raumpatrouille. Andere successen had hij in de Edgar Wallace-film The Green Archer en in de televisieserie Graf Yoster gibt sich die Ehre. Hij werd ook bekend als spreker van Käpt'n Blaubär en als stemacteur voor onder andere Walter Matthau en Peter Ustinov. Völz was een drukke acteur tot ver in de jaren 2000, meestal in bijrollen.

## Biografie
Wolfgang Völz kwam uit Danzig, waar zijn moeder een zuivelwinkel had. Al in zijn jeugd speelde hij theater. In 1947 verhuisde hij uit Danzig met zijn moeder. Daarna volgde hij een opleiding tot bakker in Hamelen, volgde acteerlessen in Hannover en studeerde daarna bij Theodor Becker en Max Gaede (1882-1969). In 1950 maakte Völz zijn debuut als page in Don Karlos van Friedrich Schiller in het Landestheater Hannover en in de jaren 1950 maakte hij naast sterren als Hans Albers en Gert Fröbe ook bioscoopfilms. Hij was al sinds de jaren 1950 goed bevriend met Dietmar Schönherr, met wie hij een aantal film- en televisieoptredens deelde, onder meer in Raumpatrouille. Deze serie was het grootste succes van hun beide filmcarrières. Vanaf 1954 was Völz een tijdje lid van het Berlijnse cabaret Porcupines. De sociaaldemocraat Völz speelde politiek cabaret met die Stachelschweine.
Naast optredens in de misdaadseries Stahlnetz en Das Kriminalmuseum en in films van Edgar Wallace, volgden vanaf 1967 in totaal 76 afleveringen van de televisieserie Graf Yoster gibt sich die Ehre, een van zijn grootste successen in een lange reeks van serieoptredens. Daar speelde hij de rol van de veroordeelde chauffeur Johann, die een aristocratische amateur-detective en misdaadschrijver, gespeeld door Lukas Ammann, helpt om zaken in betere kringen op te lossen. Hij herinnerde zich met veel plezier deze rol, waarin hij onder meer twee Rolls-Royce in de prak mocht rijden.
Naast een aantal film- en theaterrollen nam Wolfgang Völz deel aan een van de eerste aids-voorlichtingsspots en was hij stemacteur, onder meer in reclame van Toyota. Hij leende zijn stem aan Peter Ustinov, Mel Brooks, Walter Matthau (van wie hij zei dat hij zijn favoriete stemacteur was) en Michel Piccoli. Hij sprak ook de stemmen van Majestix, Käpt’n Blaubär, kastelein Butterblume in The Lord of the Rings: The Fellowship of the Ring, King George II in Pirates of the Caribbean: On Stranger Tides, Captain Iglo en Jeff Smart in Clever & Smart. In de animatieserie Captain Future vertolkte hij de androide Otto. Völz was ook de Duitse stem van Ernest Borgnine, die crewlid Dominic Santini speelde in de Amerikaanse serie Airwolf. Hij was ook de Duitse stem van Dana Elcar alias Pete Thornton in de serie MacGyver. In zijn enige optreden in een Engelstalige productie (finale in Berlijn, 1966) werd hij door zijn collega Rolf Schult in de Duitse versie nagesynchroniseerd. In 1994 speelde hij de stuurman van het schip in Pumuckl und der blaue Klabauter en sprak hij de stem van de blauwe Klabauter. In 1999 sprak hij opnieuw de blauwe Klabauter in de kortstondige post-filmreeks Pumuckls Abenteuer. Hij synchroniseerde ook Roy Dotrice in Angel (in de aflevering Mein Vater und ich).
In de Wixxer-films in 2004 en 2007 bespotte hij zelfs zijn eerdere rollen in de rol van een seniele Scotland Yard-baas. Völz bleef tot de jaren 2010 actief als acteur. Naast zijn engagementen in conventionele televisieseries, heeft hij gewerkt met experimentele regisseurs als Rosa von Praunheim (Der Einstein des Sexes). Völz heeft in totaal meer dan 600 rollen gespeeld. 

## Privéleven
Wolfgang Völz werd geboren in hetzelfde huis als acteur Eddi Arent. Later verschenen ze vaak samen in films en televisie. Als grap tijdens een talkshow bracht hij zelf het verhaal in de wereld dat hij werd geboren met de naam Wolfgang Otto Isaak Treppengeländer, die zelfs zijn weg vond naar minstens twee boeken. Zijn kleinzoon Daniel Völz legde deze grap in januari 2018 uit in een interview voor de Keulse Express.
Wolfgang Völz reisde voortdurend heen en weer tussen München, Hamburg en zijn huidige woonplaats in Berlijn om aan zijn acteerverplichtingen te voldoen. Hij was sinds 1955 getrouwd met de danseres Roswitha Völz, geboren Karwath uit Berlijn-Wilmersdorf, die werd opgeleid door Tatjana Gsovsky en die ook deelnam aan de opnamen van Raumpatrouille. Haar twee kinderen Benjamin Völz en Rebecca Völz zijn ook actief in nasynchronisatie. Over hem en zijn zoon Benjamin Völz is een biografie verschenen met de titel Benjamin en Wolfgang Völz. Zijn kleinzoon Daniel Völz was de vrijgezel in seizoen 8 op RTL.
In 2014 kreeg de acteur een beroerte. Wolfgang Völz overleed op 2 mei 2018 op 87-jarige leeftijd in zijn huis in Berlijn-Wilmersdorf. Op 6 juni 2018 werd zijn as begraven in het columbarium van de Wilmersdorf-begraafplaats.

## Onderscheidingen
- 1991: Verdienstkreuz am Bande van de Bondsrepubliek Duitsland
- 1998: Münchhausen-Preis voor zijn medewerking bij "Käpt’n-Blaubär"
- 2002: Verdienstorden van het land Berlijn
- 2011: Ohrkanus-Hörbuch- en Hörspielpreis voor zijn levenswerk

## Filmografie
- 1954: Ihre große Prüfung
- 1955: Der 20. Juli
- 1955: Roman einer Siebzehnjährigen
- 1956: Kirschen in Nachbars Garten
- 1956: Charleys Tante
- 1956: Die wilde Auguste
- 1956: Kitty und die große Welt
- 1956: Uns gefällt die Welt
- 1956: Der Meineidbauer
- 1957: Frühling in Berlin
- 1957: Banktresor 713
- 1957: Das Glück liegt auf der Straße
- 1957: Der Fuchs von Paris
- 1957: Das Mädchen ohne Pyjama
- 1958: Der Mann im Strom
- 1958: Polikuschka
- 1958: Ich war ihm hörig
- 1958: Piefke, der Schrecken der Kompanie
- 1959: Heimat – Deine Lieder
- 1959: Abschied von den Wolken
- 1959: Du bist wunderbar
- 1959: Ein Tag, der nie zu Ende geht
- 1960: Stahlnetz: Die Zeugin im grünen Rock (aflevering 10)
- 1960: Die Fastnachtsbeichte
- 1960: Die 1000 Augen des Dr. Mabuse
- 1961: Der Transport
- 1961: Frau Cheneys Ende
- 1961: Der grüne Bogenschütze
- 1961: Mein Mann, das Wirtschaftswunder
- 1962: Straße der Verheißung

- 1962: Das Feuerschiff
- 1963: Orden für die Wunderkinder
- 1964: Das Wirtshaus von Dartmoor
- 1964: Nebelmörder
- 1964: Emil und die Detektive
- 1964: Sechs Stunden Angst (televisiefilm)
- 1964: Abenteuerliche Geschichten (televisieserie)
- 1964: Eines schönes Tages (televisiefilm)
- 1964: Tod um die Ecke (televisiefilm)
- 1964: Lydia muss sterben (televisiefilm)
- 1965: Geld, Geld, Geld – 2 Milliarden gegen die Bank von England
- 1966: Das Bohrloch oder Bayern ist nicht Texas
- 1966: Raumpatrouille – Die phantastischen Abenteuer des Raumschiffs Orion (televisieserie)
- 1966: Brille und Bombe: Bei uns liegen Sie richtig!
- 1966: Finale in Berlin
- 1966: Lange Beine – lange Finger
- 1967–1977: Graf Yoster gibt sich die Ehre (televisieserie)
- 1967: La 25e Heure
- 1968: Babeck (driedelige krimi)
- 1968: Ein Sarg für Mr. Holloway (televisiefilm)
- 1969: Pippi geht von Bord
- 1970: Pippi in Taka-Tuka-Land
- 1970: Der Mann, der den Eiffelturm verkaufte
- 1970: Engel, die ihre Flügel verbrennen
- 1971: Glückspilze
- 1971: Unser Willi ist der Beste
- 1972: Der Kommissar: Das Ende eines Humoristen

- 1973: Paganini (televisiefilm)
- 1974: Auch ich war nur ein mittelmäßiger Schüler
- 1977: Das Leben kann so schön sein … (Westduitse schooltelevisie)
- 1979: Die Koblanks (televisieserie)
- 1979: Was wären wir ohne uns (televisieserie)
- 1980: Mein Gott, Willi!
- 1982: Jägerschlacht
- 1985: Der Fehler des Piloten (televisiefilm)
- 1986: Die Krimistunde - Brieffreundschaft en Flitterwochen Erster Klasse
- 1987: Die Krimistunde - Wer andern in der Grube gräbt
- 1994: Pumuckl und der blaue Klabauter
- 1997: Die Oma ist tot
- 1999: Käpt'n Blaubär – Der Film
- 1999: Der Einstein des Sex
- 1999: Pumuckls Abenteuer (televisieserie)
- 2001: Rosamunde Pilcher – Küste der Träume
- 2003: Raumpatrouille Orion – Rücksturz ins Kino
- 2003-2005: Die Fallers
- 2004: Der WiXXer
- 2004: Ein Engel namens Hans-Dieter
- 2006: Urmel aus dem Eis
- 2006: Hui Buh – Das Schlossgespenst
- 2007: Neues vom Wixxer
- 2007: Vollidiot
- 2007: SEK-Calw
- 2008: Urmel voll in Fahrt
- 2009: Mord ist mein Geschäft, Liebling
- 2012: Der Gründer

## Gastoptredens
- 1960: Stahlnetz – Die Zeugin im grünen Rock
- 1960: Stahlnetz – E 605
- 1961: Stahlnetz – In der Nacht zum Dienstag
- 1962: Stahlnetz – In jeder Stadt…
- 1962: Sie schreiben mit - Zwischenfall im D-Zug
- 1963: Orden für die Wunderkinder
- 1963: Interpol greift ein – Der Trick mit dem Schlüssel
- 1963: Funkstreife Isar 12 – Polizeialarm (seizoen 3, aflevering 5)
- 1963: Das Kriminalmuseum – Zahlencode N
- 1964: Abenteuerliche Geschichten - Das Feuerzeug
- 1964: Abenteuerliche Geschichten - Die verschollene Miene
- 1964: Kommissar Freytag – Grauer Wollhandschuh links
- 1964: Hafenpolizei – Reisebegleiterin gesucht
- 1965: Das Kriminalmuseum – Der Brief
- 1965: Das Kriminalmuseum – Die Mütze
- 1967: Das Kriminalmuseum – Kaliber 9
- 1967: Das Kriminalmuseum – Das Kabel
- 1967: Die fünfte Kolonne – Ein Anruf aus der Zone
- 1969: Der Kommissar – Das Messer im Geldschrank (aflevering 2)
- 1970: Paul Temple - Murder in Munich
- 1971: Die Unverbesserlichen und ihr Stolz
- 1971: Salto Mortale – Paris (aflevering 16)
- 1972: Der Kommissar - Das Ende eines Humoristen
- 1974: Der Kommissar – Drei Brüder (aflevering 72)
- 1974: Sonderdezernat K1 - Hafenhyänen (televisieserie)
- 1976: Tatort – Kassensturz
- 1980: Der Alte - Der Irrtum
- 1982: Der Androjäger – Lieber Jod als tot (aflevering 5)
- 1982: Polizeiinspektion 1 – Der Betriebsausflug (aflevering 55)
- 1982: Meister Eder und sein Pumuckl (televisieserie, afleveringen 1x04 en 1x23)
- 1986: MacGyver - Ein unsichtbarer Gegner (aflevering 1x12)
- 1989: Ein Heim für Tiere (1 aflevering)
- 1993-1995: Zum Stanglwirt (21 afleveringen)
- 1996: Schlosshotel Orth – Der dritte Stern
- 1999: Hans im Glück
- 2003: Pfarrer Braun/Der siebte Tempel (tv-serie)

## Als stemacteur
- #### - Asterix (jaren 1980-hoorspelserie; als stem van Majestix).
- #### - Die Abenteuer des Odysseus (alle afleveringen 1–6, stem van Zeus).
- 1982 - TKKG – Abenteuer im Ferienlager (aflevering 9, stem van Günther, genaamd Rasputin, de begeleider van de TKKG-bende in het kamp aan de Noordzee).
- 1986 - Die drei ??? – Der unsichtbare Gegner (aflevering 38, stem van Ben Peck, Peters grootvader).
- 1986-1987 - Die Klexe (alle afleveringen 1–9, als stem van Direktor Historiux / verteller).
- 1990 - Die drei ??? – Der giftige Gockel (aflevering 47, stem van Big Barny Crown).
- 1990 - LEGO Piraten (alle afleveringen 1–6, stem van Käpt’n Roger).
- 1990 - TKKG – Im Schattenreich des Dr. Mubase (aflevering 74, stem van de huismeester', in de Inlay als Opa bekend).
- 1991 - Die drei ??? – Die Musikpiraten (aflevering 52, stem van geluidstechnicus Hank Rivers).
- 1991 - Käpt’n Blaubärs Geschichten en Käpt’n Blaubärs Seemannsgarn (alle 12 resp. 9 afleveringen, stem van Käpt’n Blaubär).
- 1995 - Die drei ??? – Die Rache des Tigers (aflevering 61, stem van Portland).
- 1997 - Inspector Barnaby – afleveringen Drei tote alte Damen en Fluch über Winyard.
- 2005 - Benjamin Blümchen (afleveringen 100 en 101, stem van kinderarts Dr. Wunderlich).
- 2005 - Corpse Bride – Hochzeit mit einer Leiche als stem van Weiser Gutknecht.
- 2006 - DiE DR3i – Die Pforte zum Jenseits (aflevering 2, stem van Sylvester Meyzel).
- 2006 - Kleiner König Kalle Wirsch van Tilde Michels (Eltern-Edition Abenteuer Hören).
- 2007 - Hexe Lilli bei den Piraten, stem van kapitein Bartbacke.
- 2011 - Die drei ??? – Der Biss der Bestie (aflevering 146, stem van Fitzwilliam Waterfield).
- 2012 - The Return of Captain Future – Die Rückkehr von Captain Future (aflevering 1, stem van Otto de Android).
- 2012 - The Return of Captain Future – Kinder der Sonne (aflevering 2, stem van Otto de Android).
- 2017 - Die drei ??? – Insel des Vergessens (aflevering 186, stem van Ben Peck).

## Spreekrollen (selectie)
Mel Brooks
- 1987: als Yogurth/Präsident Skroob in Mel Brooks’ Spaceballs
- 1991: als Goddard 'Pepto' Bolt in Das Leben stinkt

Victor French
- 1988–1991: als Marc Gordon in Ein Engel auf Erden
- 1989–1995: als Isaiah Edwards in Unsere kleine Farm

Michael Gough
- 1999: als James Hardenbrook in Sleepy Hollow
- 2005: als Elder Gutknecht in Corpse Bride – Hochzeit mit einer Leiche

### Films
- 1952: John McIntire als Ira Hammond in Fluch der Verlorenen (synchronisatie 1986)
- 1988: Jack Cohen als Herr Braun in Eis am Stiel VIII Summertime Blues
- 1994: Walter Matthau als Albert Einstein in I.Q. – Liebe ist relativ
- 1999: Bernard Fox als Käpt’n Winston Havelock in Die Mumie
- 2001: David Weatherley als herbergier Butterblume in Der Herr der Ringe: Die Gefährten
- 2011: Richard Griffiths als Koning George in Pirates of the Caribbean – Fremde Gezeiten

### Series
- 1986–1990: Ernest Borgnine als Dominic Santini in Airwolf
- 1987–1995: Dana Elcar als Pete Thornton in MacGyver
- 1990–1991: Ned Beatty als Ed Conner in Roseanne
- 2008: George Baker als Jack resp. Charlie Magwood in Inspector Barnaby – Fluch über Winyard

### tekenfilms en -series
- 1971: Lucky Luke … als burgemeester
- 1978: Lucky Luke – Sein größter Trick … als Joe Dalton
- 1980–1982: Captain Future … als Otto
- 1983: Lucky Luke – Das große Abenteuer … als Joe Dalton
- 1990: DuckTales – Neues aus Entenhausen … als admiraal Grimitz
- 1998: Rudolph mit der roten Nase … als Santa Claus
- 1999: Käpt’n Blaubär – Der Film … als Käpt’n Blaubär
- 2001: Jimmy Neutron – Der mutige Erfinder … als koning Goobot
- 2004–2009: Jimmy Neutron … als koning Goobot
- 2005: Robots … als Bigweld
- 2006: Urmel aus dem Eis … als zeeolifant
- 2008: Urmel voll in Fahrt … als zeeolifant

### Hoorspelen
- Asterix (jaren 1980-hoorspelserie; als stem van Majestix en Julius Caesar)
- Benjamin Blümchen (afleveringen 100 en 101, stem van kinderarts dr. Wunderlich, 2005)
- Die drei ??? – Der unsichtbare Gegner (aflevering 38, stem van Ben Peck, Peters grootvader, 1986)
- Die drei ??? – Der giftige Gockel (aflevering 47, stem van Big Barny Crown, 1990)
- Die drei ??? – Die Musikpiraten (aflevering 52, stem van geluidstechnicus Hank Rivers, 1991)
- Die drei ??? – Die Rache des Tigers (aflevering 61, stem van Portland, 1995)
- Die drei ??? – Der Biss der Bestie (aflevering 146, stem van Fitzwilliam Waterfield, 2011)
- Die drei ??? – Insel des Vergessens (aflevering 186, stem van Ben Peck, 2017)
- Die Abenteuer des Odysseus (alle afleveringen 1–6, stem van godenvader Zeus)
- DiE DR3i – Die Pforte zum Jenseits (aflevering 2, stem van Sylvester Meyzel, 2006)
- Die Klexe (alle afleveringen 1–9, als stem van Direktor Historiux / verteller, 1986–1987)
- Hexe Lilli bei den Piraten, stem van Bartbacke (2007)
- Hui Buh neue Welt (gastoptreden als Servatius Sebaldus, aflevering: 8: Im Bann des Schwarzspukers)

- Jim Knopf und Lukas der Lokomotivführer, WDR-hoorspel, stem van de kapitein (2009)
- Käpt’n Blaubärs Geschichten en Käpt’n Blaubärs Seemannsgarn (alle 12 resp. 9 afleveringen, stem van Käpt’n Blaubär, vanaf 1991)
- Kleiner König Kalle Wirsch van Tilde Michels ('Eltern'-editie Abenteuer Hören, 2006)
- LEGO Piraten (Alle afleveringen 1–6, stem van Käpt’n Roger, 1990)
- TKKG – Abenteuer im Ferienlager (aflevering 9, stem van Günther, genaamd Rasputin, de begeleider van de TKKG-bende op het kamp aan de Noordzee, 1982)
- TKKG – Im Schattenreich des Dr. Mubase (aflevering 74, stem van huismeester [gelabeld als 'Opa' in de inlay], 1990)
- TKKG – Freiheit für gequälte Tiere (aflevering 85, stem van Bernhard Möngheym, 1991)
- The Return of Captain Future – Die Rückkehr von Captain Future (aflevering 1, stem van Otto de androïde, 2012)
- The Return of Captain Future – Kinder der Sonne (aflevering 2, stem van Otto de androïde, 2012)
- 2003: Manfred Zauleck: Die Reise nach Baratonga – regie: Wolfgang Rindfleisch (kinderhoorspel – DLR Berlin)

- CiNii: DA01149881
- Gemeinsame Normdatei: 122505913
- International Standard Name Identifier: 0000 0000 8053 6841
- Library of Congress Control Number: n50013122
- MusicBrainz: 64262cb1-4278-46a8-801f-d9baf656def2
- Nationale bibliotheek van Australië: 35805325
- Nationale Bibliotheek van Israël: 987007479462105171
- Trove: 1095417
- Union List of Artist Names: 500338869
- Virtual International Authority File: 122036246
- WorldCat: E39PBJvmJW8kVyrX43gy4YWFKd